# Estero Paredones
El estero Paredones es un curso natural de agua que nace cerca del poblado de Paredones, en la Región de O'Higgins, Chile, y fluye con dirección general oeste hasta desembocar en el océano Pacífico, en el balneario de Bucalemu.

## Trayecto
El estero nace inmediatamente al sur del poblado homónimo de la unión de los esteros Membrillo y de La Población en un estrecho valle entre los cerros de la costa, primero con una dirección SO para luego enmendar rumbo hacia el NO y cambiarlo posteriormente hacia el O hasta llegar a la laguna Bucalemu que está al lado del mar. Su longitud alcanza los 15 km, pero si se considera a su afluente más largo, su longitud es de 27 km.

## Caudal y régimen
El régimen del estero Paredones es estrictamente pluvial con crecidas de invierno, como el de todos estos sistemas hidrográficos costeros.: 372 
En un estudio del año 2003 encargado por la Comisión Nacional de Riego, se estimaron los caudales de este río extrapolando las precipitaciones, escorrentía y características del suelo desde otras cuencas cercanas y semejantes a la de este río. Este método ha dado resultados satisfactorios en entras cuencas del litoral que carecen de estaciones fluviométricas.: 3–10 

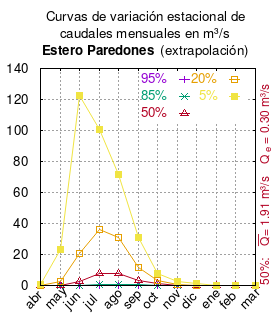
Curvas de variación estacional del estero Paredones. Los caudales no son medidos en un aforo sino calculados extrapolando precipitaciones, escorrentía y superficies de drenaje de cuencas cercanas a la del Paredones.

El caudal del río (en un lugar fijo) varía en el tiempo, por lo que existen varias formas de representarlo. Una de ellas son las curvas de variación estacional que, tras largos periodos de mediciones, predicen estadísticamente el caudal mínimo que lleva el río con una probabilidad dada, llamada probabilidad de excedencia. La curva de color rojo ocre (con {\displaystyle {\color {Red}\vartriangle }}) muestra los caudales mensuales con probabilidad de excedencia de un 50%. Esto quiere decir que ese mes se han medido igual cantidad de caudales mayores que caudales menores a esa cantidad. Eso es la mediana (estadística), que se denota Qe, de la serie de caudales de ese mes. La media (estadística) es el promedio matemático de los caudales de ese mes y se denota {\displaystyle {\overline {Q}}}. 
Una vez calculados para cada mes, ambos valores son calculados para todo el año y pueden ser leídos en la columna vertical al lado derecho del diagrama. El significado de la probabilidad de excedencia del 5% es que, estadísticamente, el caudal es mayor solo una vez cada 20 años, el de 10% una vez cada 10 años, el de 20% una vez cada 5 años, el de 85% quince veces cada 16 años y la de 95% diecisiete veces cada 18 años. Dicho de otra forma, el 5% es el caudal de años extremadamente lluviosos, el 95% es el caudal de años extremadamente secos. De la estación de las crecidas puede deducirse si el caudal depende de las lluvias (mayo-julio) o del derretimiento de las nieves (septiembre-enero).

## Historia
Francisco Solano Asta-Buruaga y Cienfuegos escribió en 1899 en su obra póstuma Diccionario Geográfico de la República de Chile sobre la zona:
Paredones.-—Aldea del departamento de Vichuquén situada por los 34° 40' Lat. y 71° 54' Lon. a unos 30 kilómetros hacia el N. de su capital y 9 poco más ó menos al E. de la laguna de Bucalemu del mismo departamento. Está asentada en la orilla norte de una pequeña corriente de agua que baja al O. desde unas alturas medianas del fundo de la Quesería hasta perderse en el extremo oriental de dicha laguna. Contiene una población de 567 habitantes, iglesia parroquial, dos escuelas gratuitas, oficinas de registro civil y de correo y casas sencillas; es asiento de municipio, cuyo territorio es la subdelegación de su nombre y la de Pumanque. En el sitio que ocupa y parajes inmediatos se notaban á mediados del siglo anterior antiguos pedazos de tapias, y de aquí se le transmitió el nombre.

## Población, economía y ecología
En la desembocadura del estero se emplaza el balneario de Bucalemu, que da un uso turístico a sus aguas.: 372 